# Thanayut Hamanee
Thanayut Hamanee (thailändisch ธนายุทธ หะมณี, * 7. Juni 1999) ist ein thailändischer Fußballspieler.

## Karriere
Thanayut Hamanee erlernte das Fußballspielen in den Jugendmannschaften von Bangkok United und Army United. 2019 stand er beim Royal Thai Army FC unter Vertrag. Mit dem Verein aus der Hauptstadt Bangkok spielte er in der Lower Region der dritten Liga. Hier kam er fünfmal zum Einsatz. Im Januar 2020 wechselte er zum Surin Khong Chee Mool FC nach Surin. Mit dem Verein spielte er zuletzt in der North/Eastern Region der dritten Liga. Im Sommer 2022 wechselte er zum ebenfalls in der North/Eastern Region spielenden Surin City FC. Hier kam er einmal zum Einsatz. Zu Beginn der Rückrunde 2022/23 unterschrieb er einen Vertrag beim Bangkoker Zweitligisten Raj-Pracha FC. Am Ende der Saison musste er mit dem Verein den Weg in die dritte Liga antreten. Mit dem Verein spielte er in der Western Region der Liga. Nach insgesamt 20 Ligaspielen verließ er den Verein und schloss sich im August 2024 dem Zweitligaabsteiger TOKO Customs United FC an. Mit dem Verein aus Samut Prakan spielt er siebenmal in der Eastern Region der Liga. Nach der Hinrunde wechselte er im Januar 2025 nach Chainat zum Zweitligisten Chainat Hornbill FC.